# Brehme
Brehme is een gemeente in de Duitse deelstaat Thüringen, en maakt deel uit van de Landkreis Eichsfeld.
Brehme telt 1.095 inwoners.